# Ковров, Георгий Иванович
Гео́ргий Ива́нович Ковро́в (Кувши́нов) (3 (15) февраля 1891 года — 8 июля 1961 года) — русский и советский актёр. Народный артист РСФСР (1949).

## Биография
Родился в Ярославле.
В 1906 году окончил Ярославскую церковно-приходскую школу. С 1907 года —артист Ярославской антрепризы, в 1910 году стал артистом антрепризы Яновского в Великом Устюге.
В 1911 году стал артистом антрепризы Воротникова в родном городе, с 1912 года — артист антрепризы Пенчковского в Чистополе, в следующем году стал артистом ярославской антрепризы Ростовцева.
В 1914 году стал артистом драматического кружка имени В. Г. Белинского в Пензе, через год стал артистом антрепризы Меснянкиной в Ставрополе, летом 1916 года — артист антрепризы Валентинова в Кисловодске.
В 1916 году был призван в Русскую императорскую армию. Был артистом фронтового театра 67-й дивизии Западного фронта.
В 1917 году демобилизовался, стал артистом Ярославского драматического театра, с 1919 года по 1924 год и с 1929 года по 1930 год был артистом Театра Корша, с 1924 года по 1929 год был артистом Московского театра имени МГСПС.
В 1930 году устроился артистом в Радиокомитет, в 1931 году стал артистом Московского театра Революции, в 1932 году — артистом Театр имени Московского областного совета профессиональных союзов.
В 1934 году начал свою работу в Малом театре, в 1942 году перешёл в Московский театр драмы.
Скончался 8 июля 1961 года в Москве. Похоронен в колумбарии Новодевичьего кладбища.

## Фильмография
- 1956 — Поэма о море — Максим Тарасович Федорченко
- 1956 — Крылья (фильм-спектакль) — Вернигора
- 1944 — Большая земля — Василий Черных
- 1940 — Суворов — Прохор
- 1935 — Путь корабля — Захар Иванович Меркулов, капитан судна «Альбанов»
- 1933 — Горячая кровь — Федор
- 1930 — Тихий Дон — Степан Астахов
- 1929 — В город входить нельзя — Собин
- 1928 — Хромой барин
- 1925 — Первые огни — Кузьма Ковров
- 1925 — Бабий Лог — исправник
- 1917 — А господский дом загорается…

## Награды и звания
- Заслуженный артист РСФСР (1933 год)
- Народный артист РСФСР (26 октября 1949 года)[3]
- Орден Трудового Красного Знамени (26 октября 1949 года)[3]
- Орден «Знак Почёта» (23 сентября 1937 года) — за выдающиеся заслуги в деле развития русского театрального искусства[3]